# Teatro Nacional de Santa Ana
El Teatro Nacional de Santa Ana es el principal centro para la representación de las artes escénicas de la ciudad salvadoreña de Santa Ana. Su construcción se inició en 1902, terminándose en 1910.
Hasta el año 2009 fue administrado por la Asociación del Patrimonio Cultural de Santa Ana (Acapulsa) y en la actualidad es parte de la Secretaría de Cultura de El Salvador.

## Historia
En el año 1889 se creó la Junta de Fomento de Santa Ana cuya función era velar por el engrandecimiento y ornato de la ciudad. Precisamente fue esta entidad la que inició el proyecto de creación del Teatro de Santa Ana.
En el año de 1890 se promovió el concurso de los planos del teatro, resultando ganador el ingeniero Domingo Call. La construcción del teatro fue adjudicada a la compañía Sociedad Constructora de Occidente dirigida por los arquitectos Francisco Durini y Crístóbal Molinari. A su vez se contrataron a los artistas italianos Luis Arcangelli, Guglieano Aronne, y Antonio Rovescalli, entre otros.
En 1895 fue expropiado a sus dueños el llamado portal "Los Bernales" (que sería el lugar donde se construiría el teatro), este se levantaba a fines del siglo XIX en terreno donde en tiempos coloniales se hallaba una casa conventual que posteriormente, en la década de 1830, era donde se encontraba la escuela pública de la ciudad que dirigía el profesor José Francisco Pareja.

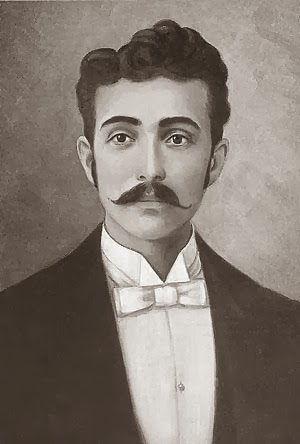
La primera piedra de la construcción fue colocada el 9 de febrero de 1902 durante el gobierno del general Tomás Regalado, oriundo de esta ciudad.
En el 30 de marzo de 1908, se emitió el Reglamento del Teatro de Santa Ana. Este reglamento es aprobado por la Cartera de Fomento de la Secretaría de Gobernación, Fomento e Instrucción Pública en el 13 de abril y comenzó a regir desde el 23 de abril cuando fue publicado en el Diario Oficial.
En 1910 se terminó la construcción. Desde ese año hasta 1933, el Teatro de Santa Ana vivió su época de gloria, debido a la riqueza que produjo el cultivo del café.
En 1933 fue entregado al Circuito de Teatros Nacionales, la cual la usó como cine hasta 1979 cuando fue entregado al Ministerio de Educación. En 1982 fue declarado Monumento Nacional. La restauración del teatro empezó en 1987. La Asociación del Patrimonio Cultural de Santa Ana, una iniciativa ciudadana con el acompañamiento del entonces CONCULTURA, llevaron por más de 20 años la restauración del inmueble encontrado en total abandono y depredado en su ornamentación, entregándolo finalmente y completamente restaurado a la administración del presidente Funes, quienes decidieron que ese proyecto debería pasar a manos del Estado.
Desde finales de la guerra civil de El Salvador, la restauración fue retomada por El Consejo Nacional para la Cultura y el Arte (Concultura) con el apoyo de la Asociación del Patrimonio Cultural de Santa Ana (Apaculsa); y a partir de 2010 es administrada por la Secretaría de Cultura de El Salvador, la cual se transformó en Ministerio de Cultura desde el año 2018.

## Diseño

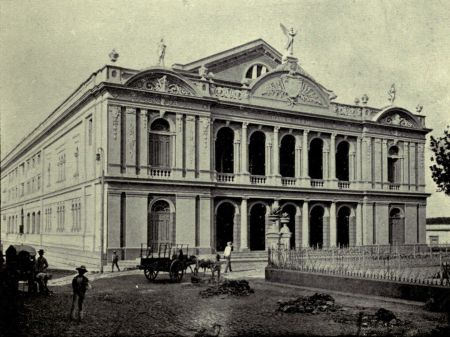
El Teatro de Santa Ana Poco después de su habilitación

El Teatro de Santa Ana pertenece al género teatral llamado proscenio (cuyo elemento distintivo es contener un arco que delimita el escenario y la audiencia.
En su época de gloria (1910-1933), la bóveda del edificio estaba pintada con retratos de Rossini, Gounod, Wagner, Bellini, Verdi y Beethoven. Asimismo, a los lados del escenario había áreas destinadas para actos y fiestas.
El teatro cuenta con varias áreas, las cuales son el vestíbulo, el Salón Foyer, la Gran Sala, el Escenario, los Palcos y la Terraza Española. También posee detalles arquitectónicos labrados con madera de árboles de caoba, adornos hechos de yeso y pinturas de artistas italianos.
El telón del escenario es del tipo boca excepcional y de estilo Art Noveau, hecho por el artista italiano Antonio Rovescalli. Frente al escenario, junto a la audiencia, hay un espacio en desnivel en donde pueden colocarse orquestas. Asimismo cuenta con tramoyas e iluminación.